# Łuczaj (kolonia)
Łuczaj – dawna kolonia. Tereny na których leżała znajdują się obecnie na Białorusi, w obwodzie witebskim, w rejonie postawskim, w sielsowiecie Nowosiółki.

## Historia
W czasach zaborów w granicach Imperium Rosyjskiego.
W dwudziestoleciu międzywojennym kolonia leżała w Polsce, w województwie wileńskim, w powiecie duniłowickim (od 1926 postawskim), w gminie Łuczaj.
Powszechny Spis Ludności z 1921 roku podaje dane dotyczące folwarku i kolonii Łuczaj. 
- kolonię zamieszkiwało 19 osób, wszystkie były wyznania rzymskokatolickiego i zadeklarowały polską przynależność narodową. Były tu 3 budynki mieszkalne[1].
- folwark zamieszkiwało 49 osób, 30 były wyznania rzymskokatolickiego a 19 staroobrzędowego. Jednocześnie 38 mieszkańców zadeklarowało polską przynależność narodową a 11 białoruską. Było tu 10 budynków mieszkalnych[1].

Po przeprowadzeniu zgodnie z reformą, parcelacją folwark jako osobna jednostka osadnicza przestał istnieć. W 1931 kolonię (która wchłonęła folwark) w 10 domach zamieszkiwało 114 osób.
W 1938 roku miejscowość należała do gromady Łuczaj gminy Łuczaj.

Miejscowość należała do parafii rzymskokatolickiej w Łuczaju. Podlegała pod Sąd Grodzki w Postawach i Okręgowy w Wilnie; właściwy urząd pocztowy mieścił się w m. Łuczaj.